# Staa
Staa är en by i Åre distrikt (Åre socken) i Åre kommun i Jämtlands län (Jämtland). Byn ligger utmed länsväg 322 (Skalstugevägen) och börjar precis vid Europaväg 14. Den är cirka två kilometer lång. Här finns Åre golfbana. Åtta kilometer väster om Staa finns Tännforsen och närmsta by därefter är Bodsjöedet.